# 木星礁

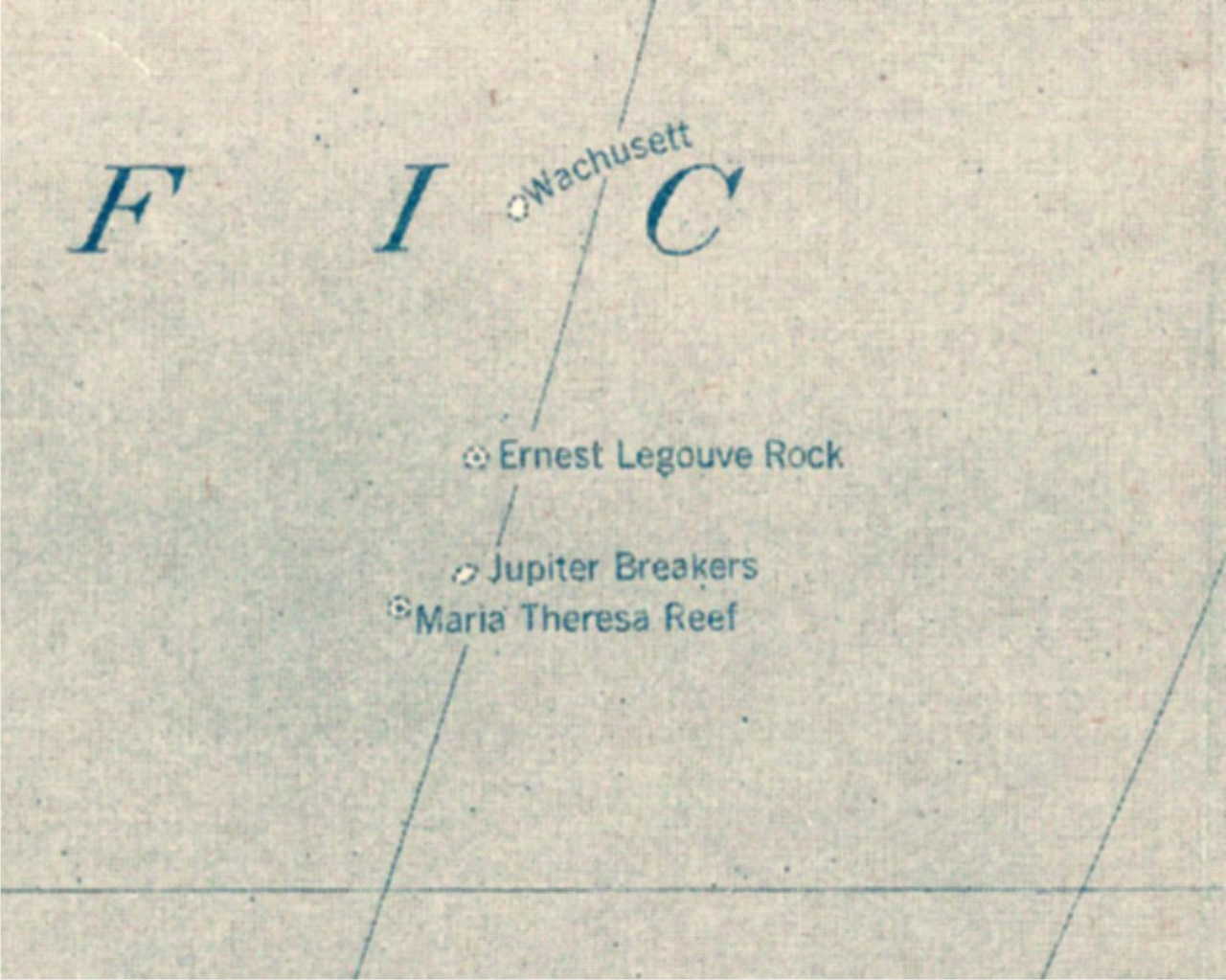
1921年太平洋地图上的木星礁

木星礁（英語：Jupiter Reef或者Jupiter Breakers）是南太平洋中一块不存在的礁石，据称位于法属土阿莫土群岛南方，新西兰东方。
德国三桅帆船木星号的指挥员金奇（Kinge）是首先报告木星礁的人。木星号航行于纽卡斯尔和塔希提之间。根据金奇的报告，他们的船在1878年12月3日晚航行于坐标36°37′S 150°15′W / 36.617°S 150.250°W附近的时候，穿越了一个暗礁。暗礁的目击地点共有两处，相距约0.25海里，两处礁石的直径都约30码左右。现在并没有关于这个暗礁的更多情报。
其他相似的幽灵礁包括玛丽亚·特里萨礁，埃内斯特－勒古韦礁，沃楚西特礁等。